# Unter anderen Umständen: Tod im Kloster
Tod im Kloster ist die fünfte Folge der ZDF-Kriminalreihe Unter anderen Umständen. Sie wurde in der ersten Hälfte des Jahres 2010 produziert, die Erstausstrahlung erfolgte im November 2010.

## Inhalt
Kommissarin Winter erhält an ihrem freien Wochenende einen Anruf aus Norwegen: ein Fischerboot hatte einen menschlichen Schädel aus dem Meer gefischt. Nachforschungen hatten Wrackteile und weitere menschliche Überreste zu Tage gefördert, die dem Absturz eines Hubschraubers vor zwei Jahren zugeordnet wurden, bei dem ihr Ehemann ums Leben gekommen war. Während sie, ohne ihre Kollegen zu informieren, zur Identifizierung nach Norwegen reist, kommt es im heimatlichen Schleswig in einem Nonnenkloster des Benediktinerordens zu einem Todesfall. Unmittelbar nach der Taufe seiner Enkeltochter Paula in der Kapelle von St. Johannis besteigt Richard Brandner, Inhaber eines Betriebes zur Herstellung von Schiffspropellern und gleichzeitig Mäzen des Klosters, alleine den Turm desselben, um sich ein Bild vom Fortgang der von ihm mitfinanzierten Sanierungsarbeiten zu machen. Von dort stürzt er auf den Innenhof des Klosters.
Kommissar Hamm und sein neu zur Abteilung hinzugestoßener Kollege Jessen nehmen die Ermittlungen vor Ort auf. Zunächst ergeben sich keine Hinweise auf ein Fremdverschulden: der Tote war zum Zeitpunkt des Absturzes stark alkoholisiert, die Plattform des Turmes nur schlecht abgesichert. Da der Staatsanwalt, ein praktizierender Katholik, keine negative Presse über kirchliche Einrichtungen wünscht, werden die Ermittlungen auf sein Wirken hin eingestellt. Bei einer Durchsicht der Liste der Ordensschwestern fällt Kommissarin Winter jedoch auf, dass sich unter ihnen auch Lena Brandner, eine Tochter des Toten, befindet. Sie trägt den Ordensnamen Benedicta und hatte sich als einzige der Schwestern der durch Jessen durchgeführten Befragung entzogen. Winter entschließt sich dazu, mit Wissen ihrer Kollegen und unter stillschweigender Duldung von Kommissariatsleiter Brauner, auf eigene Faust weiter zu ermitteln. Sie quartiert sich hierzu privat in einem Zimmer im Kloster ein. Dort bekommt sie ein Streitgespräch zwischen Pater Albrecht und Benedicta mit, wonach diese an einem Geheimnis schwer zu tragen habe und daher in ein anderes Kloster versetzt werden möchte. Beide Frauen kommen sich schnell näher, auch aufgrund der Gemeinsamkeit, einen ihnen nahestehenden Menschen verloren zu haben. Winter erfährt, dass Benedicta Pater Albrecht schon seit ihrem zwölften Lebensjahr kennt und zu ihm ein enges Vertrauensverhältnis pflegt.
Mittlerweile hat der Schwiegersohn des Toten, Franz Heidenreich, Schwierigkeiten im Betrieb. Buchhalter Blühmka hat ihm auf Betreiben der Witwe Christin sämtliche Zugänge zu seinem Computer gesperrt und auch wichtige Akten in die Villa der Brandners schaffen lassen, da diese vermutet, Heidenreich wolle die Firma an ein koreanisches Unternehmen verkaufen. Über seine Frau kommt er aber trotzdem an die Unterlagen heran und entdeckt dabei, dass im Laufe des letzten halben Jahres sechsstellige Summen an die Klosterverwaltung geflossen sind und das, obwohl die Firma in massiven finanziellen Schwierigkeiten steckt.
Hamm und Jessen sind mit der Einstellung des Verfahrens ebenfalls unzufrieden. Nachdem sie herausfinden, dass Heidenreich vor einem halben Jahr von Brandner die Prokura entzogen bekommen hatte und sie Rache als ein mögliches Tatmotiv vermuten, beginnen sie ebenfalls wieder, zunächst inoffiziell, zu ermitteln. Da Heidenreich offen kooperiert, kann sich Winter im Kloster auf die Suche nach dem Verbleib der Summen machen. Sie entdeckt, dass deutlich geringere Beträge eingebucht als tatsächlich gespendet wurden. In Verdacht gerät Pater Albrecht, der die Spendenquittungen unterschrieben hatte. Nachdem Recherchen ergeben, dass dieser eine kriminelle Vergangenheit hat, gilt er ebenfalls als Verdächtiger: im Raum steht die Möglichkeit, dass Brandner die Unterschlagung entdeckt haben könnte. Einer Auseinandersetzung mit Winter entzieht sich Albrecht durch Flucht. Diese endet bei Heike, der Gemüselieferantin des Klosters, zu der Albrecht ein enges Verhältnis pflegt. Da auch Mutter Gabriele, die Leiterin des Klosters, über Winters tatsächliche Funktion mittlerweile Bescheid weiß, bittet sie diese, wegen der Verhaftung Albrechts, das Kloster nun zu verlassen. Winter sieht aber noch, wie Benedicta ihrem in der Kapelle aufgebahrten Vater eine aufgeschlagene Bibel unter die gefalteten Hände schiebt.
Während der Vernehmung gibt Albrecht die Unterschlagung sofort zu, einen damit zusammenhängenden Mord weist er aber von sich. Auf die Auseinandersetzung mit Schwester Benedicta angesprochen beruft sich Pater Albrecht auf das Beichtgeheimnis, gibt aber einen indirekten Hinweis, aufgrund dessen sich Winter wieder in die Kapelle aufmacht: der Schlüssel ist die aufgeschlagene Bibel in der Hand des Toten. Sie zeigt das 3. Buch Mose und dort den Abschnitt, in dem es um sexuelle Beziehungen unter Verwandten geht. Benedicta kommt hinzu und gesteht, bei Anwesenheit ihrer Mutter und Mutter Gabriele, ihren Vater vom Turm gestoßen zu haben. In der anschließenden Vernehmung berichtet sie, dass ihr Vater schon seit ihrer frühesten Kindheit nicht nur sie, sondern auch Corinna sexuell missbraucht habe. Sie macht sich Vorwürfe, dies all die Jahre verschwiegen und insbesondere ihre jüngere Schwester nicht beschützt zu haben. Auslöser sei die Taufe von Paula gewesen und die damit verbundene Befürchtung, ihr Vater könne seiner Enkeltochter das Gleiche antun wie seinen Töchtern.
Stutzig wird Julia Winter aber, weil Benedicta vor dem Geständnis ihren Ehering abgelegt hatte. Dieser gilt als Zeichen einer Vermählung mit Jesus. Winter vermutet, dass Benedicta ihn ausgezogen habe, weil sie kein falsches Geständnis habe ablegen wollen, während sie das Symbol ihrer spirituellen Verbindung trage. Darauf angesprochen weist Benedicta dies zwar von sich, gibt aber indirekt zu verstehen, dass es wohl doch so sei. Bei einem letzten Besuch im Hause Brandner erklärt Winter gegenüber Corinna und ihrem Mann, dass zumindest für sie selbst der Fall damit abgeschlossen sei.

## Produktion

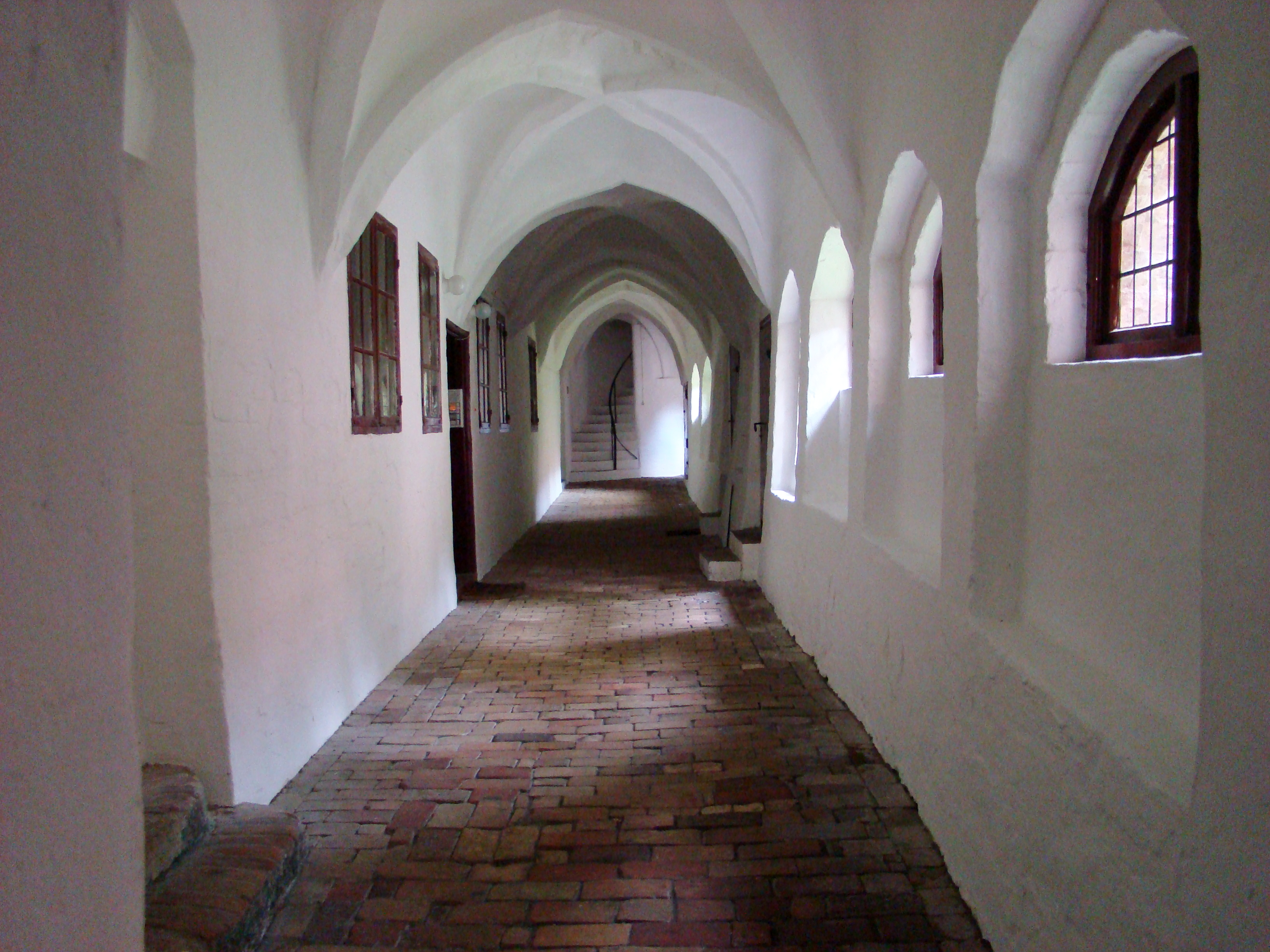
St. Johannis, Kreuzgang

Entstanden ist der Film Anfang 2010. Drehorte waren, neben dem Kloster Lüne in Lüneburg, Hamburg und Schleswig, hier vor allem das Kloster St. Johannis, außerdem unter anderem der Stadthafen. Als Außenfassade für das Polizeirevier diente, wie in der Serie üblich, der Bischofshof in der Norderdomstraße. Für eine Szene, in der zumindest teilweise eisfreies Wasser benötigt wurde, musste nach Glückstadt ausgewichen werden.

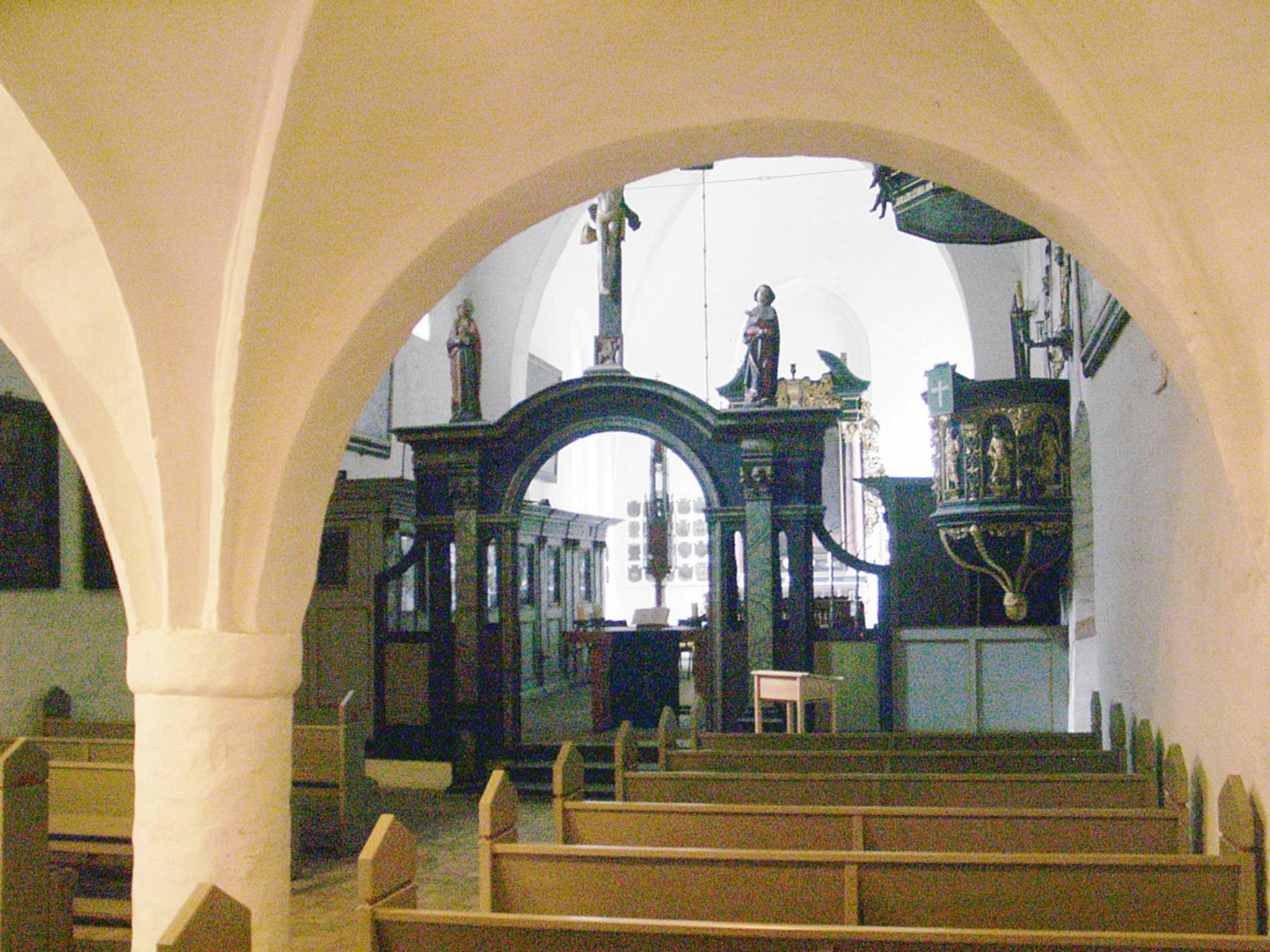
St. Johannis, Altarraum
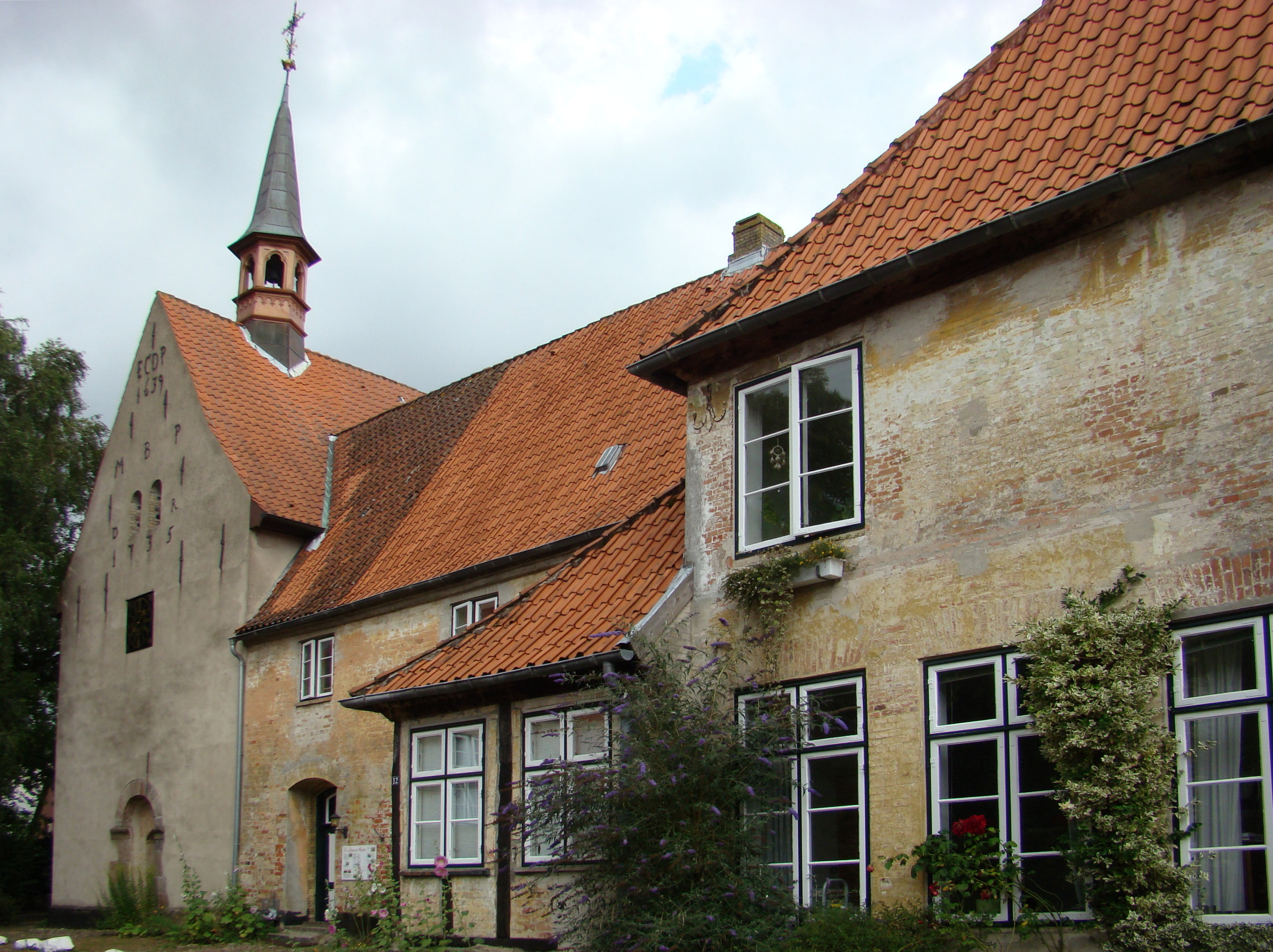
St. Johannis, Klosterkirche
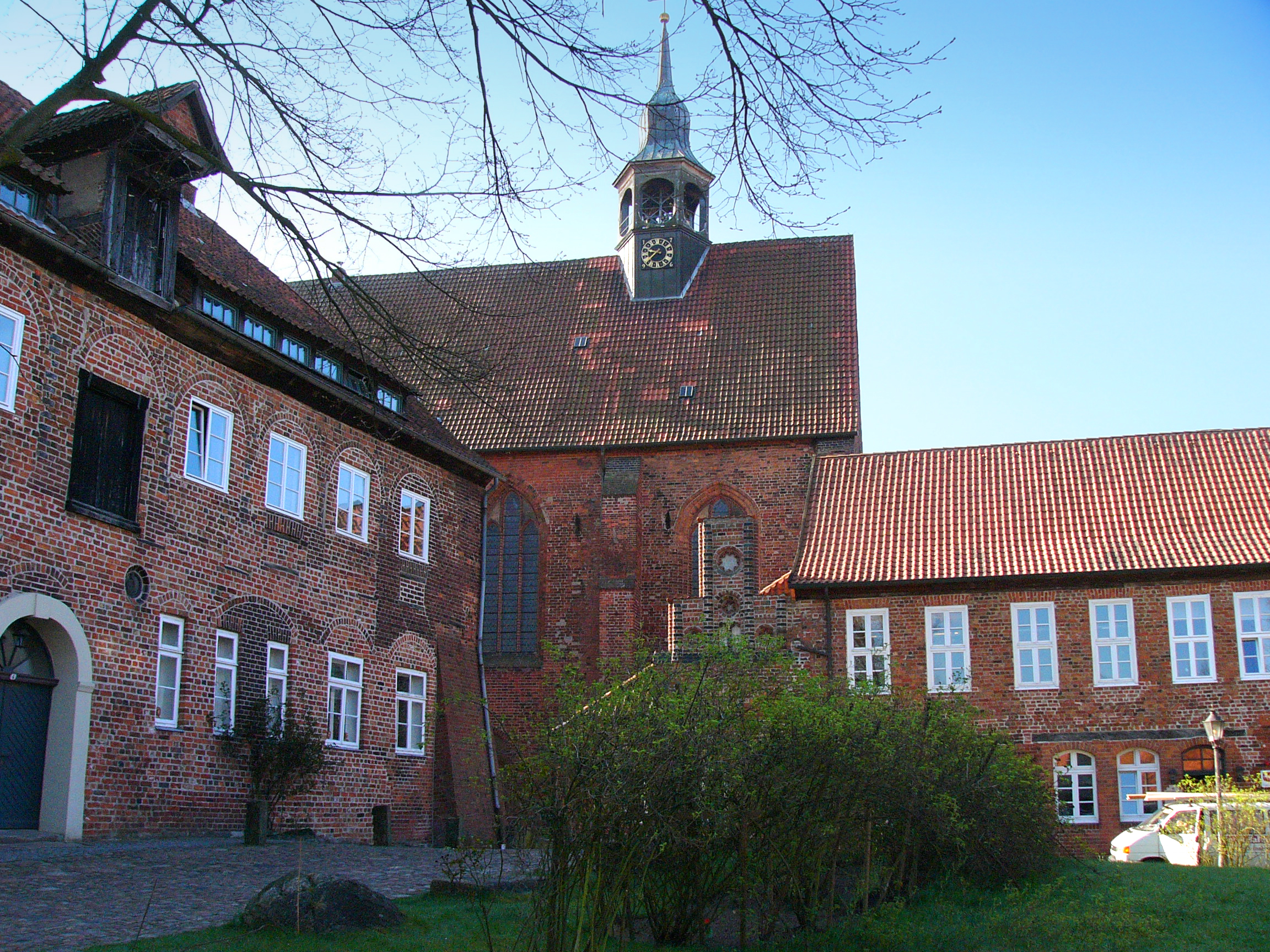
Kloster Lüne, Kirche und Turm
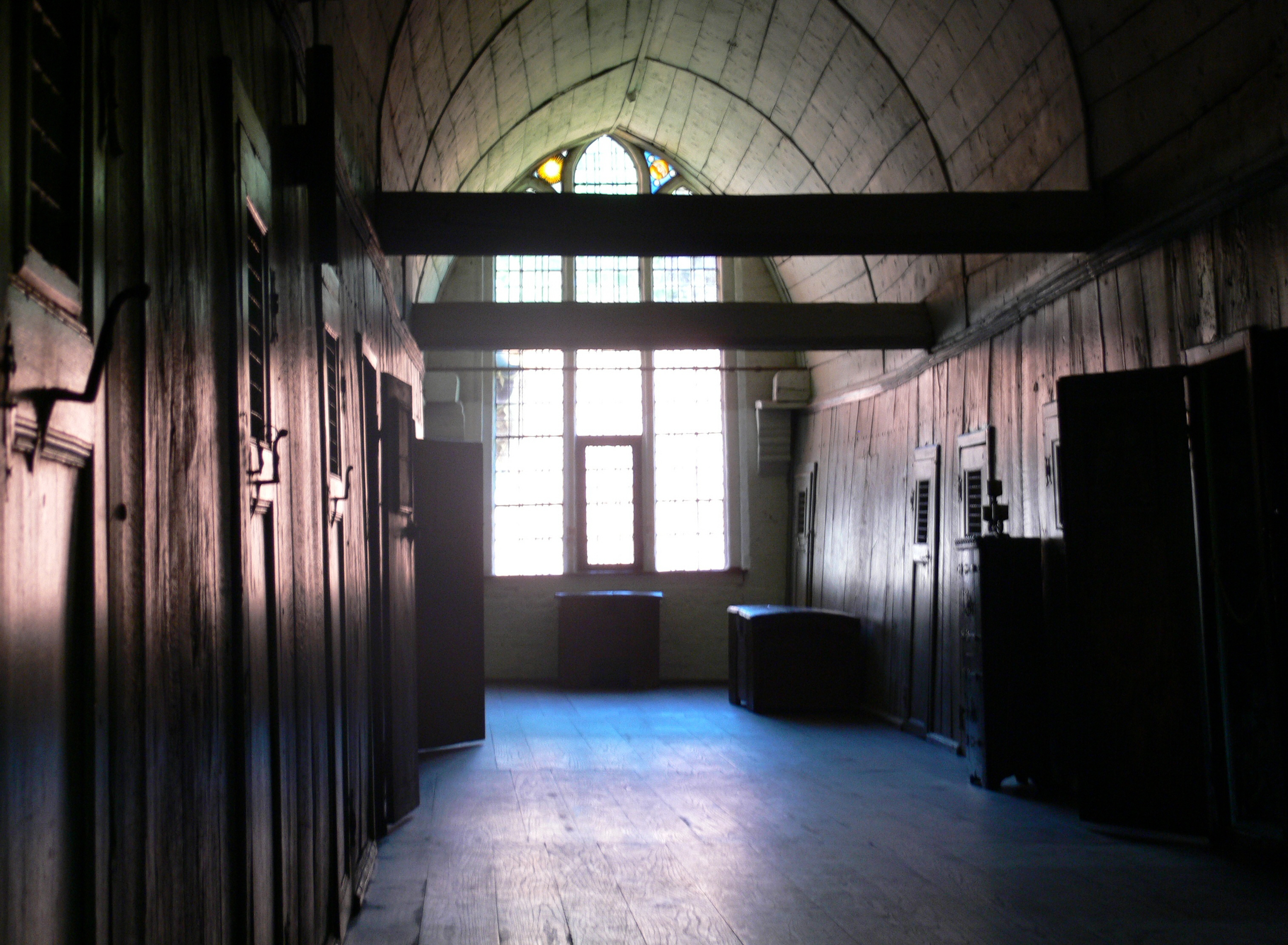
Kloster Lüne, Dormitorium

## Hintergrund

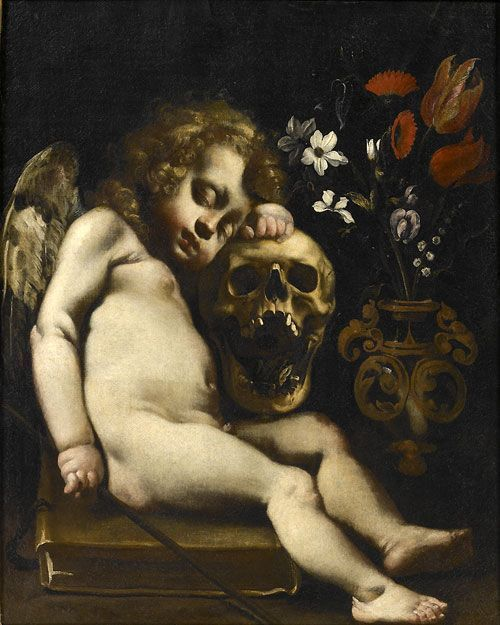
Genovesino: Cupidon endormi

Bei dem Gemälde mit dem Totenkopf, welches Winter in ihrem Zimmer im Kloster von der Wand nimmt, handelt es sich um ein Memento mori. Gemalt hat es Luigi Miradori, genannt Genovesino, der Titel heißt Cupidon endormi, das Original hängt im Museo civico Ala Ponzone in Cremona. Entstanden ist es um 1650.
Anders, als im Film behauptet, ist nicht St. Johannis in Schleswig das nördlichste Benediktinerkloster Deutschlands. Dies ist vielmehr St. Ansgar bei Bad Oldesloe, liegt also deutlich weiter im Süden.
Verschiedentlich tauchen für den Film auch drei andere Titel auf: Tödlicher Verdacht, Glaube, Liebe, Mord, sowie Glaube, Liebe, Tod. Unter letzterem Namen erschien, ebenfalls 2010, eine Tatort-Folge des ORF.

## Rezeption

### Einschaltquoten
Der Film war der erste der Reihe, der zunächst bei ZDFneo und erst später im regulären Programm des ZDF gesendet wurde. Die Erstausstrahlung am 4. November 2010 bei ZDFneo verfolgten 0,27 Millionen, die Zweitausstrahlung im ZDF 5,94 Millionen Zuschauer, dies entsprach Marktanteilen von 0,8 % beziehungsweise 17,7 %.

### Kritiken
Rainer Tittelbach von Tittelbach.tv schrieb: „Tod im Kloster ist ein Film von makelloser Schönheit“ und „Der Film von Judith Kennel ist ein Paradebeispiel dafür, was eine Filmgeschichte ist: eine Geschichte, erzählt in Bildern, mit Dialogen und in einem beredten Rhythmus.“
Jens Szameit vom Teleschau Mediendienst meinte: „Dank exzellenter Kameraarbeit (Nathalie Wiedemann) und Cello-Klängen, so schwer wie Samtvorhänge, bietet der Film tatsächlich bestens temperierte Unterhaltung. Auch wenn sich der Krimiplot diesmal nicht auf allerhöchstem Niveau entfaltet. Doch wenn sich am Ende der großartige Martin Brambach einen anschickert, um Kollegin Winter die traurigen Neuigkeiten aus Norwegen beizubringen, die sie längst kennt, dann hat das Tragik, Komik und Größe, wie man es in Fernsehkrimis ganz selten in Tateinheit geboten bekommt.“
Bei der SHZ kam Steffen Kahl zu dem Urteil: „...auch das ZDF macht aus einer kleinen Stadt nicht zwangsläufig großes Kino.“
Die Kritiker der Fernsehzeitschrift TV Spielfilm sahen „atmosphärische Spannung, urige winterliche Klosterkulissen und überzeugende Darsteller“ und befanden den Film als: „Fesselnd, mit Fingerspitzengefühl erzählt.“